# Ljudmila Sjevtsova
Ljudmila Ivanovna Sjevtsova (ryska: Людмила Ивановна Шевџова), född den 26 november 1934 på Tamanhalvön, är en rysk före detta friidrottare som under 1960-talet tävlade för Sovjetunionen framförallt på 800 meter. 
Hennes främsta merit är guldet på 800 meter vid olympiska sommarspelen 1960 i Rom. Dessutom slog hon världsrekordet på 800 meter några månader före spelen när hon sprang på 2.04,3 - ett världsrekord som stod sig i tre år. 